# At Mister Kelly’s
Az 1957-es At Mister Kelly’s az amerikai Sarah Vaughan dzsesszénekes koncertlemeze. Nevét a felvételek helyéről, a chicagói Mister Kelly's dzsesszklubról kapta. Szerepel az 1001 lemez, amit hallanod kell, mielőtt meghalsz című könyvben.

## Az album dalai
|     | Cím                                                  | Szerző(k)                                        | Hossz |
| --- | ---------------------------------------------------- | ------------------------------------------------ | ----- |
| 1.  | September in the Rain                                | Al Dubin, Harry Warren                           | 3:30  |
| 2.  | Willow Weep for Me                                   | Ann Ronell                                       | 3:18  |
| 3.  | Just One of Those Things                             | Cole Porter                                      | 2:15  |
| 4.  | Be Anything (But Be Mine)                            | Irving Gordon                                    | 4:50  |
| 5.  | Thou Swell                                           | Lorenz Hart, Richard Rodgers                     | 2:44  |
| 6.  | Stairway to the Stars                                | Matty Malneck, Mitchell Parish, Frank Signorelli | 5:06  |
| 7.  | Honeysuckle Rose                                     | Andy Razaf, Fats Waller                          | 3:39  |
| 8.  | Just a Gigolo                                        | Julius Brammer, Irving Caesar, Leonello Casucci  | 4:10  |
| 9.  | How High the Moon                                    | Nancy Hamilton, Morgan Lewis                     | 4:27  |
| 10. | Dream                                                | Johnny Mercer                                    | 3:38  |
| 11. | I'm Gonna Sit Right Down (And Write Myself a Letter) | Fred E. Ahlert, Joe Young                        | 2:30  |
| 12. | It's Got to Be Love                                  | Rodgers, Hart                                    | 5:13  |
| 13. | Alone                                                | Nacio Herb Brown, Arthur Freed                   | 2:29  |
| 14. | If This Isn't Love                                   | Yip Harburg, Burton Lane                         | 2:25  |
| 15. | Embraceable You                                      | George Gershwin, Ira Gershwin                    | 2:47  |
| 16. | Lucky in Love                                        | Lew Brown, Buddy DeSylva, Ray Henderson          | 2:10  |
| 17. | Dancing in the Dark                                  | Howard Dietz, Arthur Schwartz                    | 3:36  |
| 18. | Poor Butterfly                                       | John Golden, Raymond Hubbell                     | 4:45  |
| 19. | Sometimes I'm Happy                                  | Caesar, Vincent Youmans                          | 2:00  |
| 20. | I Cover the Waterfront                               | Johnny Green, Edward Heyman                      | 4:07  |

## Közreműködők
- Sarah Vaughan – ének
- Jimmy Jones – zongora
- Richard Davis – nagybőgő
- Roy Haynes – dob